# المقاتل النهائي: البرازيل 2
المقاتل النهائي: البرازيل 2 (بالإنجليزية: The Ultimate Fighter: Brazil 2)‏ هو أحد أجزاء سلسلة تلفزيون الواقع المقاتل النهائي التي أنتجته يو إف سي.